# Los Joaquines
Los Joaquines är en ort i Mexiko.   Den ligger i kommunen Cintalapa och delstaten Chiapas, i den sydöstra delen av landet, 600 km sydost om huvudstaden Mexico City. Los Joaquines ligger 776 meter över havet och antalet invånare är 150.
Terrängen runt Los Joaquines är huvudsakligen kuperad, men åt sydost är den platt. Terrängen runt Los Joaquines sluttar norrut. Runt Los Joaquines är det ganska glesbefolkat, med 26 invånare per kvadratkilometer. Närmaste större samhälle är Cintalapa de Figueroa, 19,5 km söder om Los Joaquines. I omgivningarna runt Los Joaquines växer huvudsakligen savannskog.